# キャンビー (オレゴン州)
キャンビー（Canby）は、アメリカ合衆国オレゴン州のクラカマス郡にある都市。2010年国勢調査によると、人口は15,829人。オレゴン州道99号東線沿いに位置する。

## 歴史
キャンビーという地名は、南北戦争における北軍の将軍で、モードック戦争で殉職したエドワード・リチャード・スプリッグ・キャンビーから取られた。
1857年の発足時にはベーカー・プレーリーと呼ばれていたが、1870年にキャンビーに変更された。1893年2月15日、オレゴン州議会によって法人化された。
2016年5月には、アメリカの主要放送局ABCの番組、20/20で取り上げられ、地元の牧場主から1,500万ドルをだましとった事件について調査が行われた。

## 地理
アメリカ合衆国国勢調査によると、面積は9.82平方キロメートル、そのうち水面積は0.1平方キロメートルである。
町の北はずれにはウィラメット川が流れている。

### 気候
夏は比較的涼しく乾燥しており、月平均気温が摂氏22度を越すことはない。ケッペンの気候区分によると、地中海性気候（Csb）に分類される。

## 芸術文化

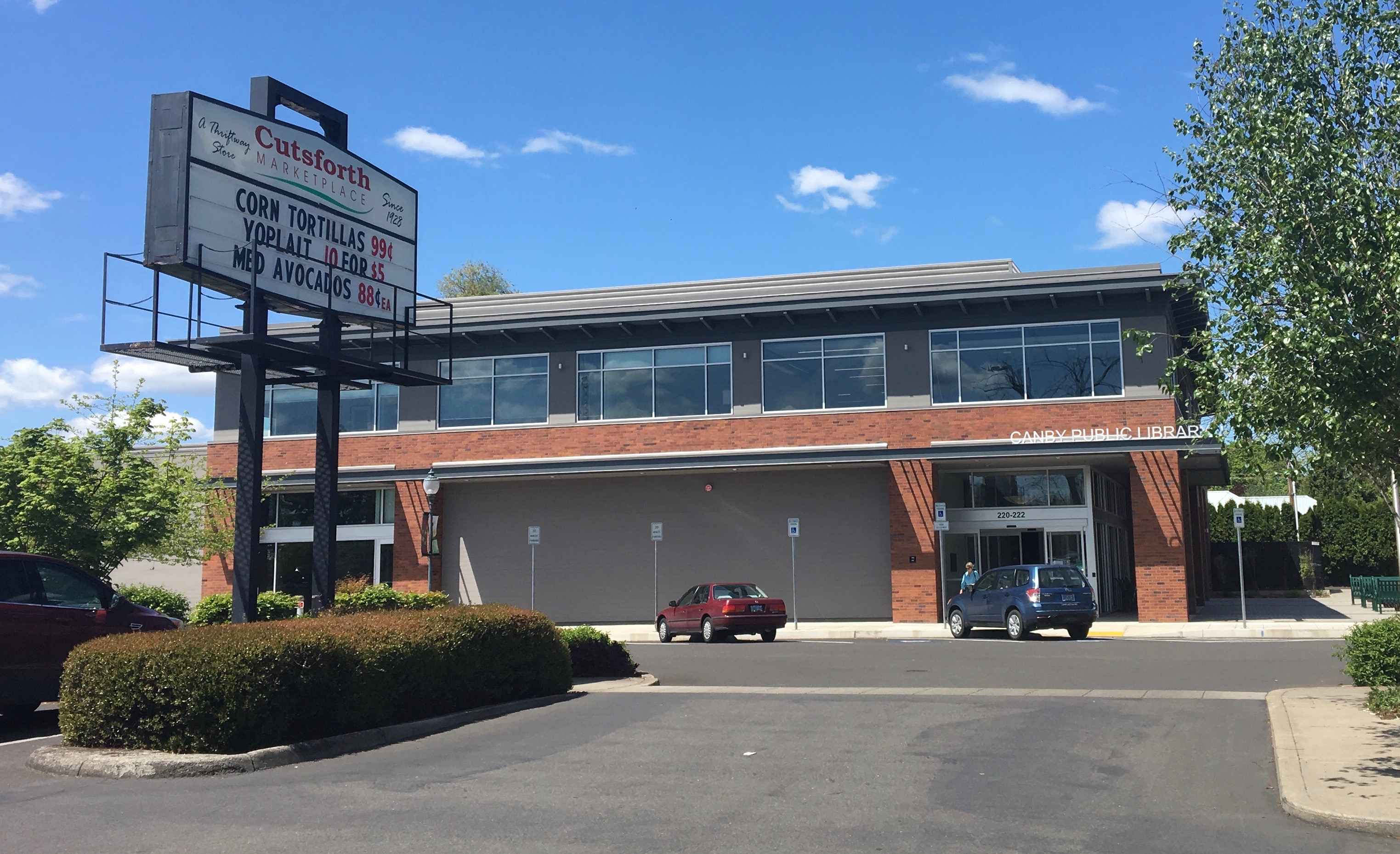
キャンビー公共図書館

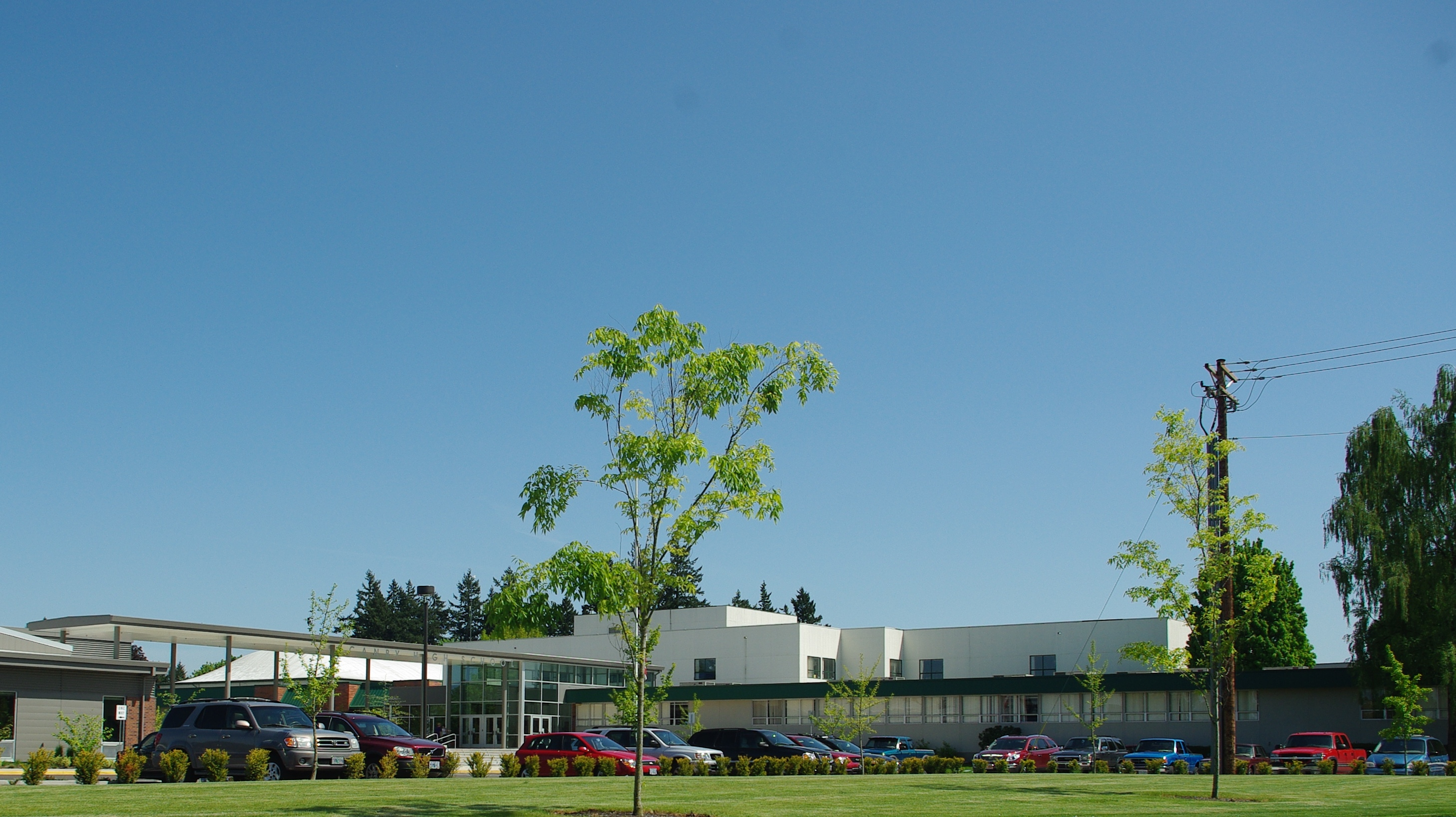
キャンビー高校

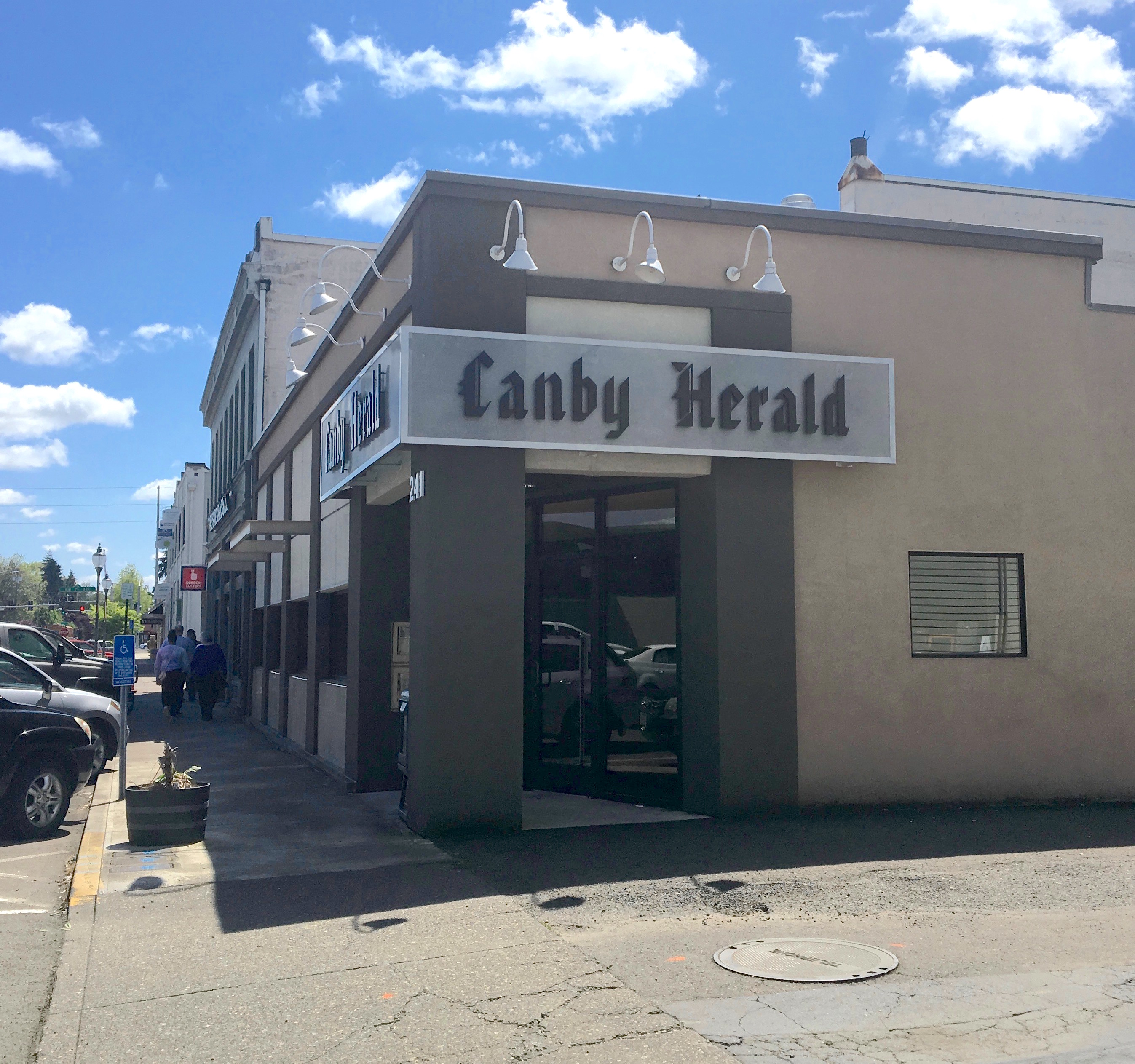
地元紙キャンビー・ヘラルドの事務所

### 年間行事
クラカマス郡野外広場があり、1907年から毎年ロデオが開催されている。

## 教育
キャンビー公立学区が教育を担当し、キャンビー高校が立地する。

## メディア
地元の新聞社が週刊紙キャンビー・ヘラルドを発行している。

## 交通
鉄道

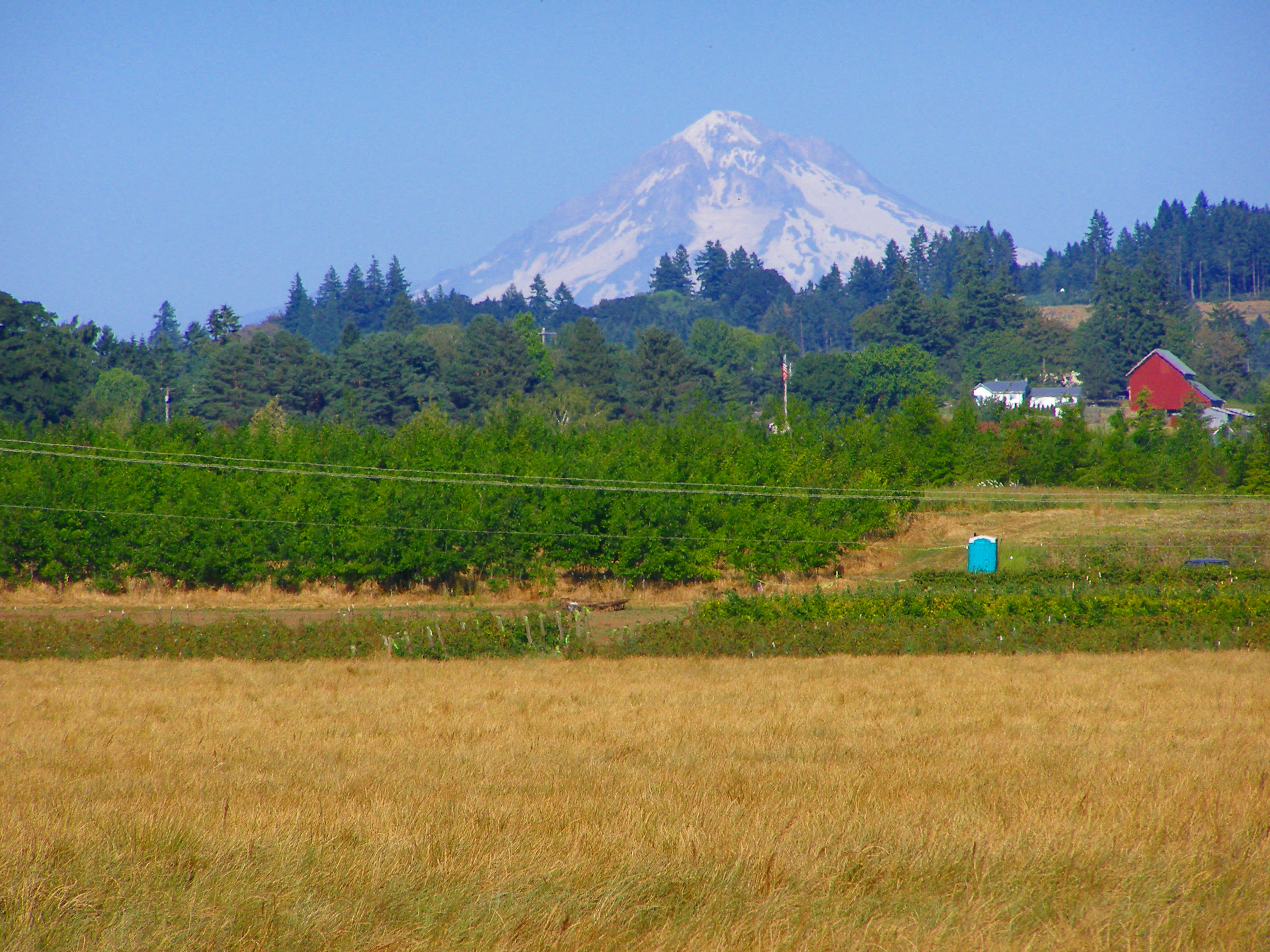
キャンビー市内から撮影されたフッド山

ユニオン・パシフィック鉄道（前サザン・パシフィック鉄道本線）貨物線・旅客線（アムトラック経由）がキャンビー市街地を通過しているが、アムトラックの旅客列車はキャンビーに停車しない。アムトラック・カスケーズに乗車するには、近隣のオレゴンシティへ行く必要がある。また、オレゴンパシフィック鉄道の支線がモラーラでユニオン・パシフィック鉄道本線から分岐してキャンビーまで通っている。

## 著名な住人・出身者
- ジェイ・バラー：プロ野球選手

## 姉妹都市
- 北海道栗沢町（1987年から）